# 棉花坪瑶族乡
棉花坪瑶族乡，是中华人民共和国湖南省永州市宁远县下辖的一个乡镇级行政单位。

## 行政区划
棉花坪瑶族乡下辖以下地区：
沙子田村、棉花坪村、排山坳村和柑子园村。